# Canton de Marseille-7
Le canton de Marseille-7 est une circonscription électorale française du département des Bouches-du-Rhône créée par le décret du 27 février 2014 et entrée en vigueur lors des élections départementales de 2015.

## Histoire
Un nouveau découpage territorial des Bouches-du-Rhône entre en vigueur à l'occasion des élections départementales de mars 2015, défini par le décret du 27 février 2014, en application des lois du 17 mai 2013 (loi organique 2013-402 et loi 2013-403). Les conseillers départementaux sont, à compter de ces élections, élus au scrutin majoritaire binominal mixte. Les électeurs de chaque canton élisent au Conseil départemental, nouvelle appellation du Conseil général, deux membres de sexe différent, qui se présentent en binôme de candidats. Les conseillers départementaux sont élus pour 6 ans au scrutin binominal majoritaire à deux tours, l'accès au second tour nécessitant 10 % des inscrits au 1er tour. En outre la totalité des conseillers départementaux est renouvelée. Ce nouveau mode de scrutin nécessite un redécoupage des cantons dont le nombre est divisé par deux avec arrondi à l'unité impaire supérieure si ce nombre n'est pas entier impair, assorti de conditions de seuils minimaux. Dans les Bouches-du-Rhône, le nombre de cantons passe ainsi de 57 à 29.
Le canton est entièrement inclus dans l'arrondissement de Marseille. Le bureau centralisateur est situé à Marseille.

## Représentation
| Période élective | Période élective | Mandat | Mandat   | Identité         | Nuance | Nuance | Qualité                                                                                     |
| ---------------- | ---------------- | ------ | -------- | ---------------- | ------ | ------ | ------------------------------------------------------------------------------------------- |
| 2015             | 2021             | 2015   | 2021     | Marine Pustorino |        | DVD    | Conseillère municipale de Marseille Ancienne maire du IIIe secteur de Marseille (2017→2020) |
| 2015             | 2021             | 2015   | 2021     | Maurice Rey      |        | UDI    | Conseiller départemental délégué Ancien conseiller municipal de Marseille                   |
| 2021             | 2028             | 2021   | en cours | Frédéric Collart |        | LR     | Professeur de chirurgie cardiaque                                                           |
| 2021             | 2028             | 2021   | en cours | Marine Pustorino |        | DVD    | Conseillère sortante                                                                        |

### Résultats détaillés

#### Élections de mars 2015
À l'issue du 1er tour des élections départementales de 2015, deux binômes sont en ballottage : Loïc Barat et Élisabeth Philippe (FN, 37,34 %) et Marine Pustorino et Maurice Rey (Union de la Droite, 31,60 %). Le taux de participation est de 48,44 % (26 065 votants sur 53 811 inscrits) contre 48,55 % au niveau départemental et 50,17 % au niveau national.
Au second tour, Marine Pustorino et Maurice Rey (Union de la Droite) sont élus avec 56,21 % des suffrages exprimés et un taux de participation de 50,66 % (14 548 voix pour 27 253 votants et 53 798 inscrits).
Marine Pustorino a quitté LR.

#### Élections de juin 2021
Le premier tour des élections départementales de 2021 est marqué par un très faible taux de participation (33,26 % au niveau national). Dans le canton de Marseille-7, ce taux de participation est de 32,78 % (18 627 votants sur 56 824 inscrits) contre 32,44 % au niveau départemental. À l'issue de ce premier tour, deux binômes sont en ballottage : Monique Griseti et Franck Liquori (RN, 34,24 %) et Frédéric Collart et Marine Pustorino (Union au centre et à droite, 31,96 %).
Le second tour des élections est marqué une nouvelle fois par une abstention massive équivalente au premier tour. Les taux de participation sont de 34,3 % au niveau national, 35,52 % dans le département et 36,66 % dans le canton de Marseille-7. Frédéric Collart et Marine Pustorino (Union au centre et à droite) sont élus avec 60,89 % des suffrages exprimés (11 868 voix pour 20 829 votants et 56 818 inscrits),,.

## Composition
| Nom                               | Code Insee | Intercommunalité                   | Superficie (km2) | Population (dernière pop. légale)                | Densité (hab./km2) | Modifier                                    |
| --------------------------------- | ---------- | ---------------------------------- | ---------------- | ------------------------------------------------ | ------------------ | ------------------------------------------- |
| Marseille (bureau centralisateur) | 13055      | Métropole d'Aix-Marseille-Provence | 240,62           | Fraction : 7 848 (2022) Commune : 877 215 (2022) | 3 646              | modifier les données · modifier les données |
| Canton de Marseille-7             | 1318       |                                    |                  | 84 000 (2022)                                    |                    | modifier les données                        |

Le canton de Marseille-7 comprend la partie de la commune de Marseille située à l'est d'une ligne définie par l'axe des voies et limites suivantes : depuis la limite territoriale de la commune d'Allauch, limite territoriale du 13e arrondissement, rue des Linots, limite territoriale du 4e arrondissement, rue de la Boucle, avenue de Montolivet, rue Roquebrune, boulevard du Colonel-Robert-Rossi (au niveau de la rue Brunet), boulevard de la Blancarde, boulevard Louis-Botinelly, avenue d'Haïti, ligne de chemin de fer de Marseille à Vintimille, limite territoriale du 5e arrondissement, rue Saint-Pierre, limite territoriale du 11e arrondissement, rue Saint-Jean-du-Désert, résidence La-Bastide-Neuve (incluse), boulevard Bouyala-d'Arnaud, Grande-Bastide-Cazeaux (exclue), boulevard Bouyala-d'Arnaud, limite territoriale du 11e arrondissement, avenue des Peintres-Roux, avenue César-Boy, rue de l'Audience, avenue de la Tirane (incluse), impasse du Phénix, avenue Marie-Jeanne-Bernardi, montée de Saint-Menet, traverse des Ecoles, avenue de Saint-Menet, jusqu'à la limite territoriale de la commune de la Penne-sur-Huveaune.

## Démographie
En 2022, le canton comptait 84 000 habitants, en évolution de +4,81 % par rapport à 2016 (Bouches-du-Rhône : +2,48 %, France hors Mayotte : +2,11 %).
| 2013   | 2018   | 2022   |
| ------ | ------ | ------ |
| 77 974 | 81 111 | 84 000 |